# Elisabetta Pilotti-Schiavonetti
Elisabetta Pilotti-Schiavonetti (c. 1680 - 5 mai 1742) est une soprano d'opéra italienne associée à la maison de Hanovre. Elle est l'une des principales Prima donna du Queen's Theatre de Haymarket (qui devient plus tard le « King's Theatre » après l'accession au trône du roi George Ier en 1714) de 1710 à 1717. 
Elle est surtout connue aujourd'hui pour avoir créé des rôles dans au moins quatre opéras de Georg Friedrich Haendel, peut-être cinq. Trois des rôles que Haendel a écrits spécialement pour elle sont des sorcières, et les exigences de ces rôles indiquent qu'elle possédait une voix exceptionnelle capable à la fois de puissance dramatique et d'agilité technique. On dit qu'elle avait une rivalité forte avec l'autre soprano principale de la reine, Isabella Girardeau.

## Biographie
Pilotti-Schiavonetti est née en Italie dans le dernier quart du XVIIe siècle. Elle est mariée au hautboïste, violoncelliste et claveciniste vénitien Giovanni Schiavonetti. Avant leur carrière en Angleterre, le couple travaille à la cour de Sophie Dorothée de Hanovre. C'est là qu'il fait la connaissance de Georg Friedrich Haendel au début de la carrière du compositeur en Allemagne. Les Sshiavonetti viennent à Londres en 1710 lorsque Giovanni accepte un poste de musicien à la cour du frère de Sophie, George II de Grande-Bretagne.
Peu de temps après son arrivée en Angleterre, Pilotti-Schiavonetti se voit offrir un poste au Queen's Theatre. Elle fait ses débuts en novembre 1710 dans Idaspe fedele de Francesco Mancini. Le 24 février 1711, elle chante le rôle d'Armida lors de la première mémorable du premier opéra de Haendel pour la scène londonienne, Rinaldo. L'œuvre fut notamment le premier opéra en langue italienne écrit spécifiquement pour le théâtre anglais, un énorme succès public. L'opéra a été joué au théâtre pendant la plupart des saisons jusqu'en 1716-17, et Pilotti-Schiavonetti était la seule chanteuse de la distribution originale à apparaître dans les 47 représentations de l'opéra jusqu'à cette date.
La voix et le talent d'actrice de Pilotti-Schiavonetti ont impressionné Haendel, puisque le compositeur continue à composer au moins trois autres rôles pour la soprano. Elle crée des rôles dans les premières mondiales de Il pastor fido de Haendel (1712, Amarilli), Teseo (1713, Medea ) et Amadigi di Gaula (1715, Melissa). Il est probable qu'elle ait également créé le rôle de Metella dans Silla (1713) de Haendel, mais ce fait ne peut être définitivement prouvé. On l'a également vue au Queen's Theatre dans Antioco et Ambleto de Francesco Gasparini ; Etearco de Giovanni Bononcini ; et dans de nombreux pasticcios.
Quelques années plus tard, elle et son mari retournent en Allemagne. Ils sont engagés à la cour de Stuttgart en 1726 où Elisabetta chante dans plusieurs opéras comiques, dont Pyramus et Thisbé sous la direction de son mari. Ils retournent ensuite à Hanovre où Giovanni meurt en 1730, suivi d'Elisabetta en 1742. 